# Jørn Lund
Jørn Lund (nascido em 26 de agosto de 1944) é um ex-ciclista dinamarquês. Ele participou no contrarrelógio por equipes de 100 km nos Jogos Olímpicos de Verão de 1972 e 1976. Sua equipe de 1976, que também incluía Verner Blaudzun, Gert Frank e Jørgen Hansen, conquistou uma medalha de bronze, terminando atrás da União Soviética e da Polônia, à frente da Alemanha Ocidental e a Tchecoslováquia para o terceiro lugar.